# كيث باربر (لاعب كرة قدم)
كيث باربر (بالإنجليزية: Keith Barber)‏ هو لاعب كرة قدم بريطاني، ولد في 21 سبتمبر 1947 في لوتن في المملكة المتحدة. لعب مع سوانزي سيتي وكارديف سيتي ونادي لوتون تاون.